# Wix.com
Wix.com (hebr. ‏וויקס.קום‎) – izraelska firma programistyczna, świadcząca usługi tworzenia stron internetowych w chmurze. Umożliwia użytkownikom tworzenie witryn HTML5 i witryn mobilnych za pomocą narzędzi online typu „przeciągnij i upuść”. Oprócz swojej siedziby i innych biur w Izraelu, Wix ma także biura w Brazylii, Kanadzie, Niemczech, Indiach, Irlandii, Litwie, Stanach Zjednoczonych, w Polsce i na Ukrainie.
Użytkownicy mogą dodawać do swoich witryn internetowych: wtyczki społecznościowe, handel elektroniczny, marketing online, formularze kontaktowe i fora społecznościowe, korzystając z różnych aplikacji opracowanych przez Wix i inne firmy. Kreator stron internetowych Wix jest zbudowany w oparciu o model biznesowy freemium, zarabiający na aktualizacjach premium.

## Historia

### Rozwój produktu
Wix został założony w 2006 roku przez izraelskich programistów Avishai Abrahami, Nadav Abrahami i Giorę Kaplan. Firma Wix z siedzibą w Tel Awiwie była wspierana przez inwestorów Insight Venture Partners, Mangrove Capital Partners, Bessemer Venture Partners, DAG Ventures i Benchmark Capital. Firma weszła w fazę otwartej wersji beta w 2007 r., korzystając z platformy opartej na Adobe Flash.
Do kwietnia 2010 r. Wix miał 3,5 miliona użytkowników i zebrał 10 milionów USD w ramach finansowania z serii C zapewnionego przez Benchmark Capital i istniejących inwestorów Bessemer Venture Partners oraz Mangrove Capital Partners. W marcu 2011 Wix miał 8,5 miliona użytkowników i zebrał 40 milionów dolarów w ramach finansowania serii D, zwiększając jego całkowite finansowanie do 61 milionów dolarów. Do sierpnia 2013 roku platforma Wix miała ponad 34 miliony zarejestrowanych użytkowników.
W sierpniu 2014 r. Wix uruchomił Wix Hotels, system rezerwacji hoteli, pensjonatów i obiektów wakacyjnych, które korzystają ze stron internetowych Wix. Wix Music zostało uruchomione w 2015 roku jako platforma dla niezależnych muzyków do marketingu i sprzedaży ich muzyki. Wix Restaurants została uruchomiona w 2016 roku.
Od czerwca 2020 r., dzięki ciągłemu ulepszaniu aktualizacji i wydań funkcji, Wix twierdzi, że ma ponad 180 milionów zarejestrowanych użytkowników ze 190 krajów na całym świecie.

## Opis
Użytkownicy muszą kupować pakiety premium, aby łączyć swoje witryny z własnymi domenami, usuwać reklamy Wix, uzyskiwać dostęp do narzędzia do tworzenia formularzy, dodawać funkcje handlu elektronicznego lub kupować dodatkowe miejsce na dane i przepustowość.
Wix zapewnia konfigurowalne szablony witryn internetowych oraz narzędzie do tworzenia witryn internetowych HTML5 z funkcją przeciągania i upuszczania, które obejmuje aplikacje, grafikę, galerie obrazów, czcionki, wektory, animacje i inne opcje. Użytkownicy mogą również zdecydować się na tworzenie swoich witryn internetowych od podstaw. W październiku 2013 roku Wix wprowadził mobilny edytor, aby umożliwić użytkownikom dostosowanie ich witryn do przeglądania na urządzeniach mobilnych.
Wix App Market oferuje zarówno aplikacje bezpłatne, jak i oparte na subskrypcji, z podziałem przychodów w wysokości 70% dla programisty i 30% dla Wix. Klienci mogą integrować aplikacje innych firm z własnymi witrynami internetowymi, takimi jak źródła zdjęć, blogi, listy odtwarzania muzyki, społeczność internetowa, marketing e-mailowy i zarządzanie plikami.

## Przejęcia przez inne firmy
- Appixia: Twórca platformy do tworzenia aplikacji „mCommerce” (zakup w marcu 2014 r.),
- OpenRest: dostawca zamówień online i rozwiązań mobilnych dla restauracji (przejęcie w październiku 2014 r.)[18],
- Moment.me: Narzędzie do tworzenia witryn mobilnych na potrzeby wydarzeń i narzędzia marketingowe do generowania leadów społecznościowych (zakupiono w kwietniu 2015 r.)[19],
- DeviantArt: społeczność internetowa dla twórców i entuzjastów sztuki / projektowania (zakupiono w lutym 2017)[20].